# الکساندر چرنیخ
الکساندر چرنیخ (روسی: Александр Александрович Чёрных؛ زادهٔ ۱۲ سپتامبر ۱۹۶۵) بازیکن هاکی روی یخ اهل شوروی بود.